# Томас Джефферіс
 Томас Джефферіс (англ. Thomas Jefferys; 1719–1771) — англійський картограф, гравер.

## Життєпис
Був географом короля Георга III. Співпрацював з Томасом Кітчіним.